# Основная плоскость судна

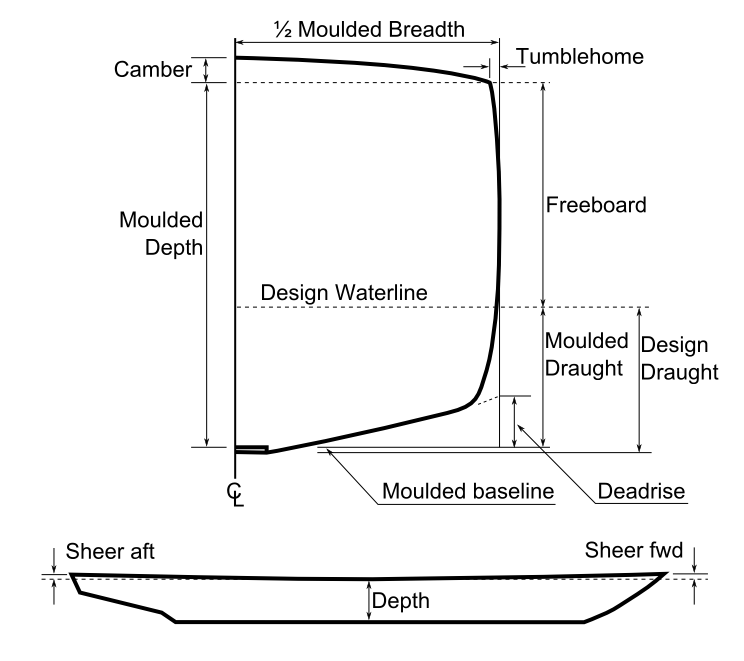
Основная плоскость (обозначена Baseline). От неё отсчитываются все вертикальные размеры

Основна́я плоскость — в теории корабля горизонтальная плоскость, проходящая через самую нижнюю точку корпуса корабля (судна) (не считая выступающих частей). Входит в число основных точек, линий и плоскостей теоретического чертежа.
Пересечением основной плоскости с диаметральной образуется основная линия — продольная ось X в системе координат, привязанной к судну. В основной плоскости также лежит поперечная ось Y, образуемая пересечением с плоскостью мидель-шпангоута.